# Tour de France 1979
| 66. Tour de France 1979 |                       |                           |
| Streckenlänge           | 24 Etappen, 3720,4 km | 24 Etappen, 3720,4 km     |
| Toursieger              | Bernard Hinault       | 103:06:50 h (36,080 km/h) |
| Zweiter                 | Joop Zoetemelk        | + 13:07 min               |
| Dritter                 | Joaquim Agostinho     | + 26:53 min               |
| Vierter                 | Hennie Kuiper         | + 28:02 min               |
| Fünfter                 | Jean-René Bernaudeau  | + 32:43 min               |
| Sechster                | Giovanni Battaglin    | + 38:12 min               |
| Siebter                 | Jo Maas               | + 38:38 min               |
| Achter                  | Paul Wellens          | + 39:06 min               |
| Neunter                 | Claude Criquielion    | + 40:38 min               |
| Zehnter                 | Dietrich Thurau       | + 44:35 min               |
| Grünes Trikot           | Bernard Hinault       | 253 P.                    |
| Zweiter                 | Dietrich Thurau       | 157 P.                    |
| Dritter                 | Joop Zoetemelk        | 109 P.                    |
| Gepunktetes Trikot      | Giovanni Battaglin    | 239 P.                    |
| Zweiter                 | Bernard Hinault       | 196 P.                    |
| Dritter                 | Mariano Martínez      | 158 P.                    |
| Weißes Trikot           | Jean-René Bernaudeau  | 103:39:33 h               |
| Teamwertung             | Renault-Gitane        | Renault-Gitane            |

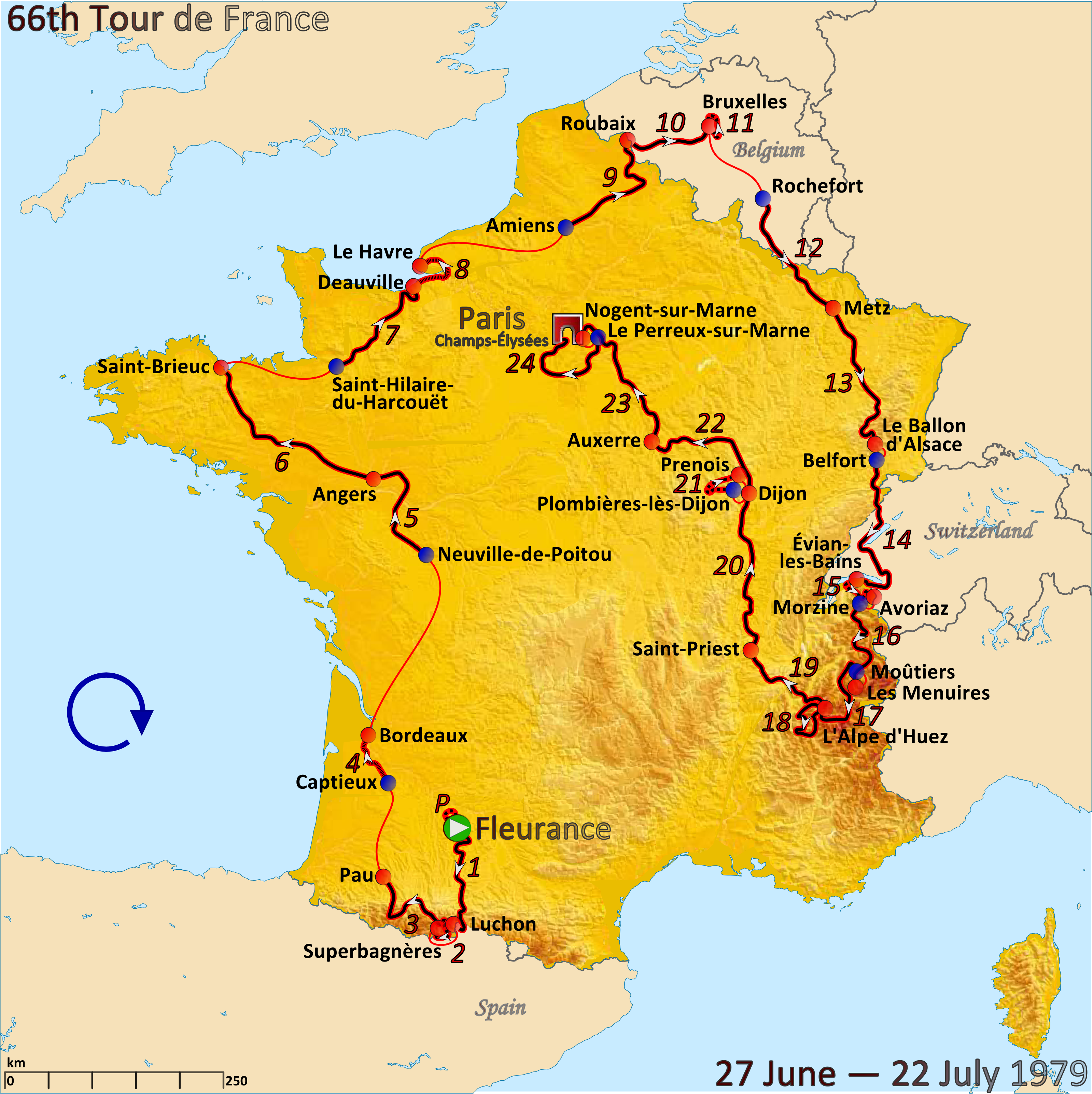
Streckenkarte der Tour de France 1979

Die 66. Tour de France fand vom 27. Juni bis 22. Juli 1979 statt. Sie führte in 24 Etappen über 3720 km. Wie im Vorjahr gewann der Franzose Bernard Hinault nach einem Duell mit dem Niederländer Joop Zoetemelk. Es nahmen 150 Rennfahrer an der Rundfahrt teil, von denen 89 klassifiziert wurden.

## Rennverlauf
Die ungewöhnliche Streckenführung der Tour 1979 sah den frühen Besuch der Pyrenäen schon auf der zweiten und dritten Etappe vor. Hinault gewann an beiden Tagen und übernahm früh das Gelbe Trikot des Gesamtführenden. Die Kopfsteinpflaster-Etappe nach Roubaix brachte allerdings einen Führungswechsel, nachdem Zoetemelk attackiert und dabei von einem Defekt Hinaults profitiert hatte. Nach seinem Sieg beim schweren Bergzeitfahren in den Alpen übernahm der Bretone aber erneut das Gelbe Trikot und verteidigte es bei zwei Bergankünften in L’Alpe d’Huez hintereinander. Einen dramatischen letzten Angriff Zoetemelks auf der Schlussetappe nach Paris konterte Hinault, die beiden Besten der Gesamtwertung überquerten danach passenderweise auch als Erste die Ziellinie auf den Champs-Elysées. Nach der letzten Etappe wurde Zoetemelk positiv auf Nandrolon getestet und mit einer Zeitstrafe von 10 Minuten belegt.
Der herausragende Hinault konnte drei der vier letzten und insgesamt sieben Etappen für sich entscheiden. Zoetemelk wurde zum fünften Mal Zweiter der Gesamtwertung. Da wie im Jahr 1978 der schon 36-jährige Joaquim Agostinho den dritten Platz belegte, standen zum ersten Mal in der Geschichte der Tour de France dieselben drei Fahrer wie im Vorjahr auf dem Siegerpodest. Der Deutsche Dietrich Thurau wurde Zehnter und gewann eine Etappe.

## Die Etappen
| Etappen    | Tag      | Start – Ziel                          | km         | Etappensieger             | Gelbes Trikot        |
| ---------- | -------- | ------------------------------------- | ---------- | ------------------------- | -------------------- |
| Prolog     | 27. Juni | Fleurance                             | 5 (EZF)    | Gerrie Knetemann          | Gerrie Knetemann     |
| 1. Etappe  | 28. Juni | Fleurance – Luchon                    | 225        | René Bittinger            | Jean-René Bernaudeau |
| 2. Etappe  | 29. Juni | Luchon – Superbagnères                | 23,9 (EZF) | Bernard Hinault           | Bernard Hinault      |
| 3. Etappe  | 30. Juni | Luchon – Pau                          | 180,5      | Bernard Hinault           | Bernard Hinault      |
| 4. Etappe  | 1. Juli  | Captieux – Bordeaux                   | 86,6 (MZF) | Ti-Raleigh                | Bernard Hinault      |
| 5. Etappe  | 2. Juli  | Neuville-de-Poitou – Angers           | 145,5      | Jan Raas                  | Bernard Hinault      |
| 6. Etappe  | 3. Juli  | Angers – Saint-Brieuc                 | 238,5      | Josef Jacobs              | Bernard Hinault      |
| 7. Etappe  | 4. Juli  | Saint-Hilaire-du-Harcouët – Deauville | 158,2      | Leo van Vliet             | Bernard Hinault      |
| 8. Etappe  | 5. Juli  | Deauville – Le Havre                  | 90,2 (MZF) | Ti-Raleigh                | Bernard Hinault      |
| 9. Etappe  | 6. Juli  | Amiens – Roubaix                      | 201,2      | Ludo Delcroix             | Joop Zoetemelk       |
| 10. Etappe | 7. Juli  | Roubaix – Brüssel (BEL)               | 124        | Jo Maas                   | Joop Zoetemelk       |
| 11. Etappe | 8. Juli  | Brüssel (BEL) – Brüssel (BEL)         | 33,4 (EZF) | Bernard Hinault           | Joop Zoetemelk       |
| 12. Etappe | 9. Juli  | Rochefort (BEL) – Metz                | 193        | Christian Seznec          | Joop Zoetemelk       |
| 13. Etappe | 10. Juli | Metz – Ballon d'Alsace                | 202        | Pierre-Raymond Villemiane | Joop Zoetemelk       |
| 14. Etappe | 11. Juli | Belfort – Évian-les-Bains             | 248,2      | Marc Demeyer              | Joop Zoetemelk       |
| Ruhetag    |          |                                       |            |                           |                      |
| 15. Etappe | 13. Juli | Évian-les-Bains – Morzine             | 54,2 (EZF) | Bernard Hinault           | Bernard Hinault      |
| 16. Etappe | 14. Juli | Morzine – Les Menuires                | 201,3      | Lucien Van Impe           | Bernard Hinault      |
| 17. Etappe | 15. Juli | Les Menuires – L’Alpe d’Huez          | 166,5      | Joaquim Agostinho         | Bernard Hinault      |
| 18. Etappe | 16. Juli | L'Alpe d'Huez – L'Alpe d'Huez         | 118,5      | Joop Zoetemelk            | Bernard Hinault      |
| 19. Etappe | 17. Juli | L'Alpe d'Huez – Saint-Priest          | 162        | Dietrich Thurau           | Bernard Hinault      |
| 20. Etappe | 18. Juli | Saint-Priest – Dijon                  | 239,6      | Sergio Parsani            | Bernard Hinault      |
| 21. Etappe | 19. Juli | Dijon – Dijon                         | 48,8 (EZF) | Bernard Hinault           | Bernard Hinault      |
| 22. Etappe | 20. Juli | Dijon – Auxerre                       | 189        | Gerrie Knetemann          | Bernard Hinault      |
| 23. Etappe | 21. Juli | Auxerre – Nogent-sur-Marne            | 205        | Bernard Hinault           | Bernard Hinault      |
| 24. Etappe | 22. Juli | Le Perreux-sur-Marne – Paris          | 180,3      | Bernard Hinault           | Bernard Hinault      |